# 홍영식 선생 묘
홍영식 선생 묘는 대한민국 경기도 여주시 흥천면 문장리에 있는 묘이다. 1986년 4월 10일 여주시의 향토유적 제7호로 지정되었다.

## 개요
홍영식(1855~1884)은 고종대의 문신으로 본관은 남양, 자는 중육(仲育), 호는 금석(琴石)이며, 영의정 홍순목의 아들이다. 박규수(朴珪壽, 1807~1876) 문하에서 김옥균(金玉均, 1851~1894), 박영효(朴泳孝, 1861~1939), 서광범(徐光範, 1859~?) 등과 함께 개화사상을 배웠고, 한때 유대치(劉大致)의 지도도 받았다. 1873년(고종 10) 식년문과에 급제 후 규장각의 정자(正字)와 직각(直閣) 등을 역임하였으며, 신사유람단(紳士遊覽團)과 보빙사(報聘使)의 일행으로 일본과 미국을 시찰한 후 개화당(開化黨)에서 적극적으로 활동하였다.

## 같이 보기
- 홍영식